# Tallriksmagasin

Animerad funktion av tallriksmagasin till Lewiskulspruta.

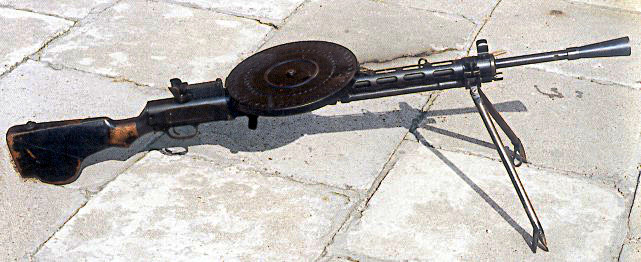
Degtiarjovkulspruta med tallriksmagasin.

Tallriksmagasin eller karusellmagasin är vapenmagasin som har formen av en rund tallrik eller filmburk, vars patronrad är spiralgående med spetsarna mot tallrikens centrallinje (jämför trummagasin, spiralmagasin). De förekommer traditionellt som högkapacitetsmagasin med en flerfaldigt omgående patronrad, varav vissa exempel är mer lika en stor filmburk än en tallrik.

## Bruk

### Handeldvapen
Magasintypens fördelar jämte mer konventionella stavmagasin är ökad ammunitionskapacitet på bekostnad av att vara otympligare och mer mekaniskt komplicerade och opålitliga, varför de sällan förekommer på moderna vapen. Typen är främst känd från krigsåren hos kulsprutegevär såsom Lewiskulsprutan och Degtiarjovkulsprutan, men även senare vapen såsom kulsprutepistolen American 180. Dessas magasin placeras horisontellt ovanpå vapnet och matar med kraften från en fjäder.

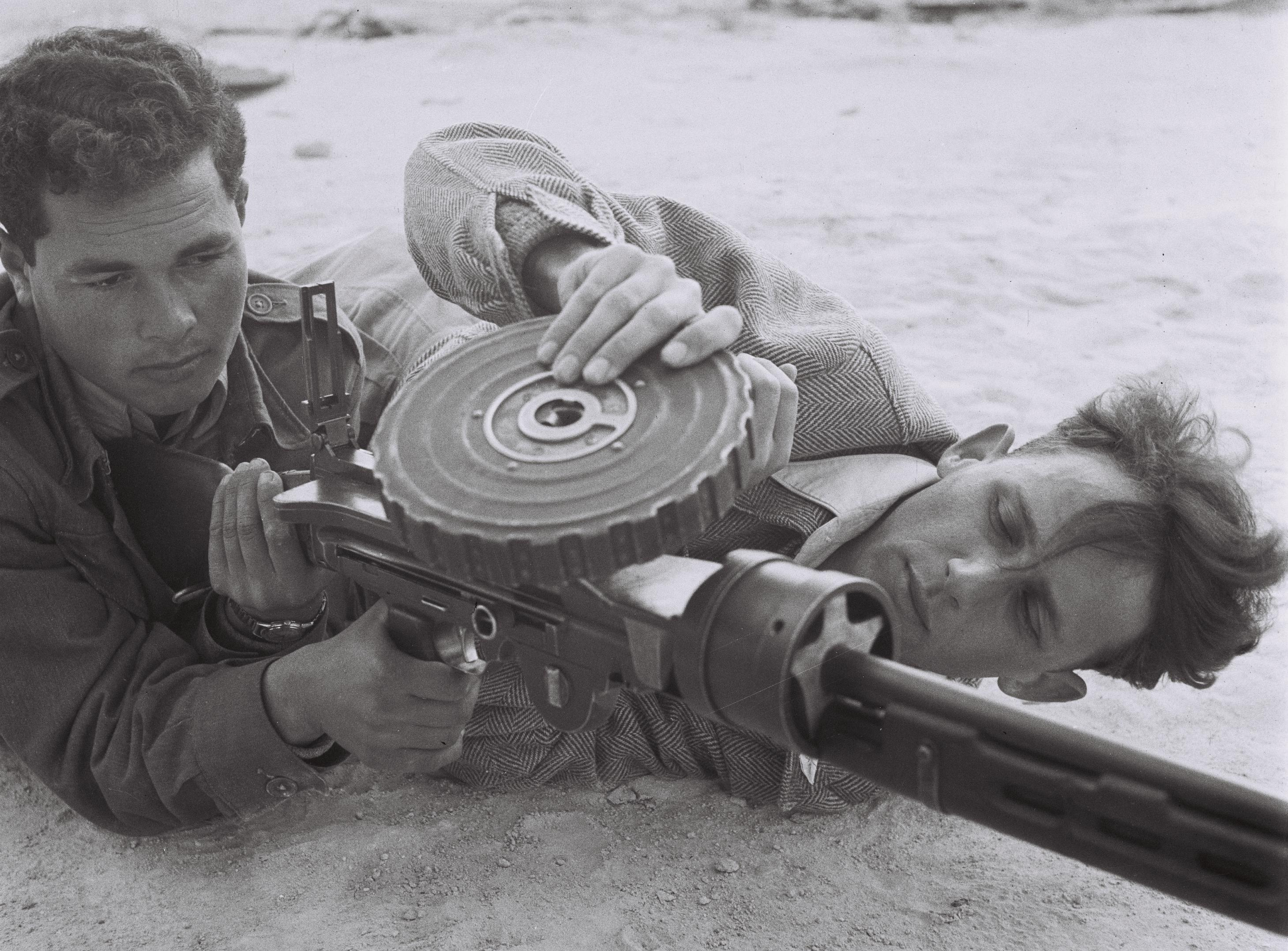
Lewiskulspruta som laddas med ett tallriksmagasin.
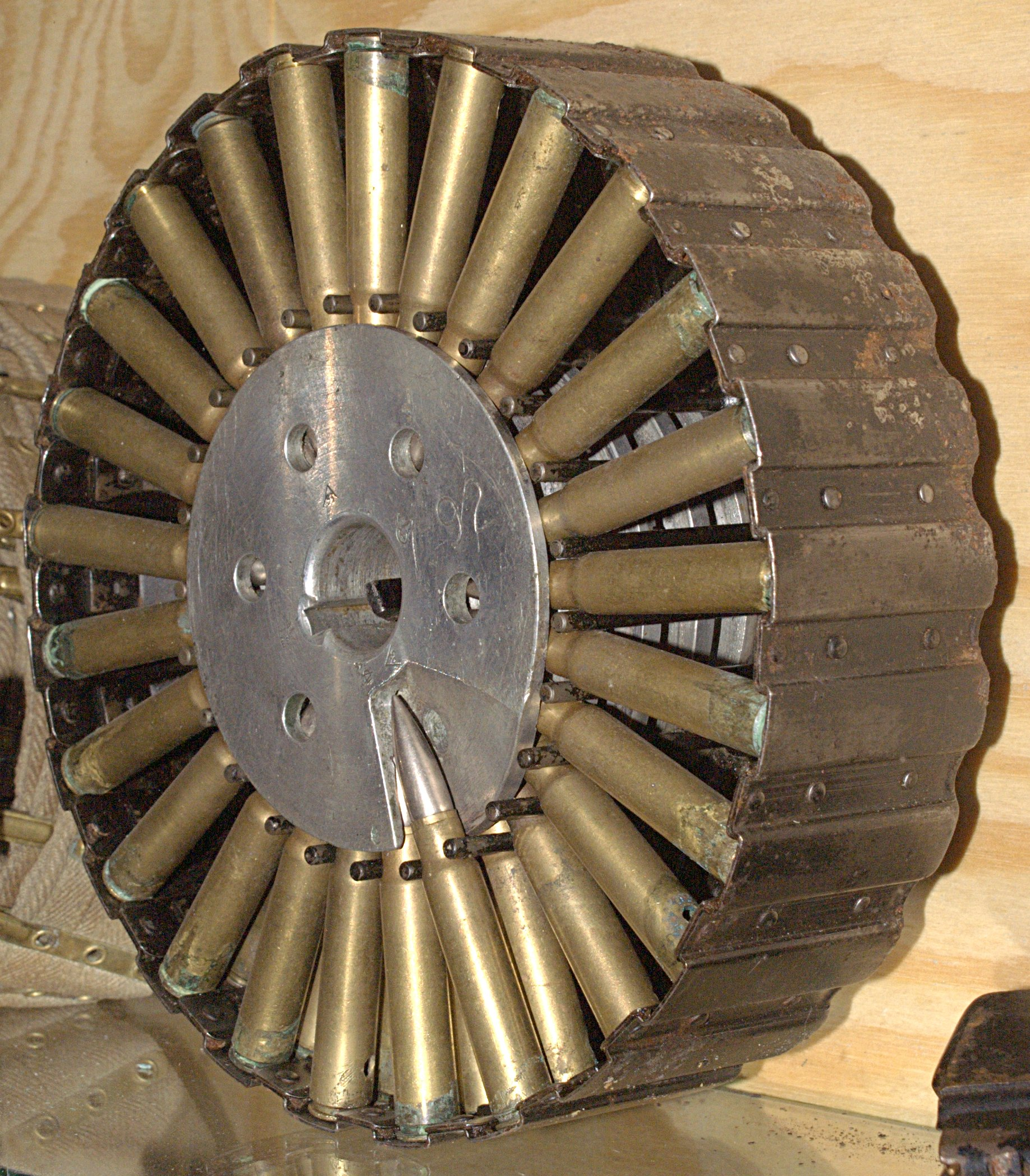
Fulladdad tallriksmagasin till en Lewiskulspruta.
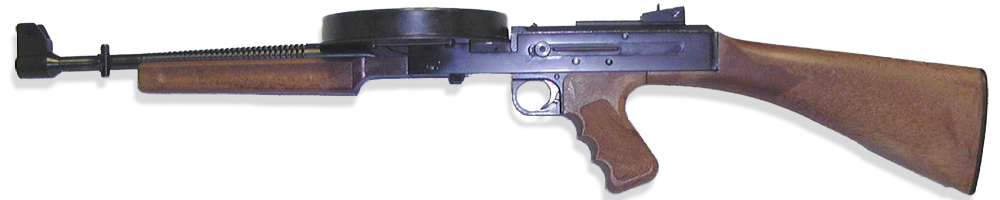
Kulsprutepistol American 180 med tallriksmagasin.

### Snabbskjutande automatkanoner
I modern tid förekommer tallriksmagasinprincipen till flera snabbskjutande gatlingkanoner, då främst i en mycket djupgående form knappast lik en tallrik, snarare en stor filmburk. Exempel är M61 Vulcan och GAU-8 Avenger, vars magasin (egentligen två magasin med ändorna motvarandra, en för pansarbrytande och en för spränggranat) lagras vågrätt och matar genom patronledare och patronmatare snarare än mekaniskt direkt från magasinet. Principen tillåter den höga eldhastigheten som utmärker vapnen.

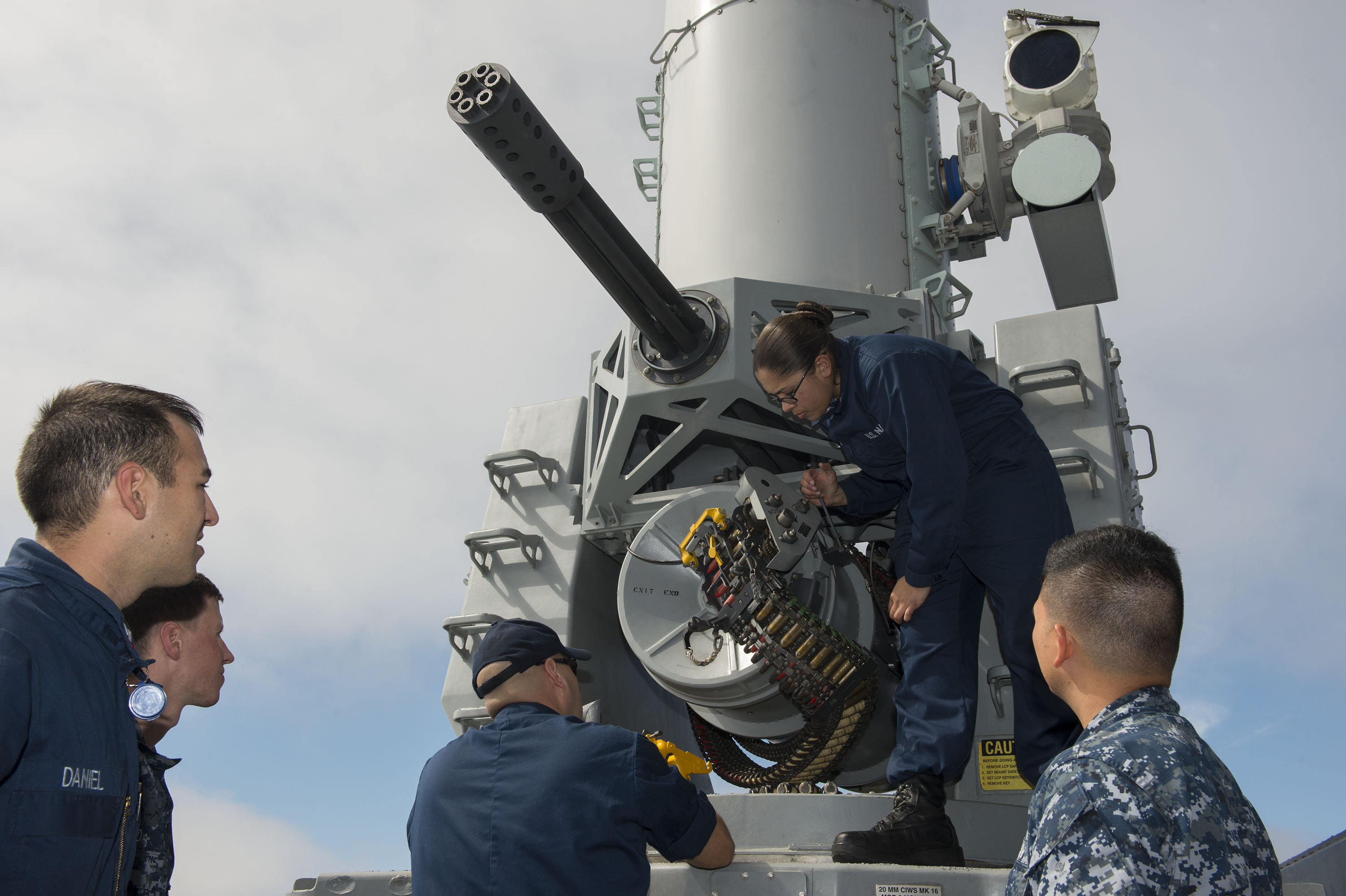
M61 Vulcan-kanontorn med underlagrat magasin.
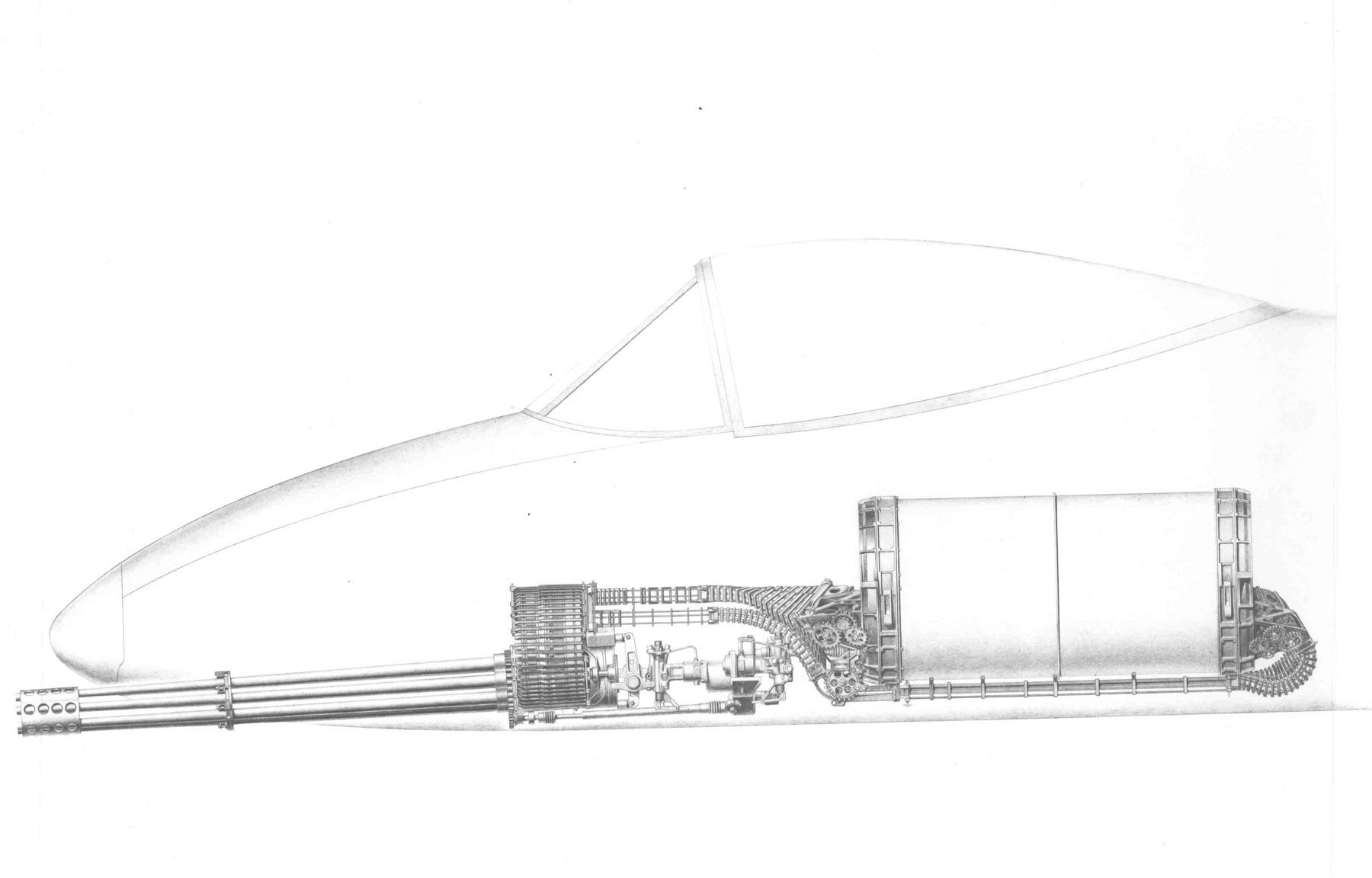
Bakändorna mot varandra – dubbla GAU-8 magasin.
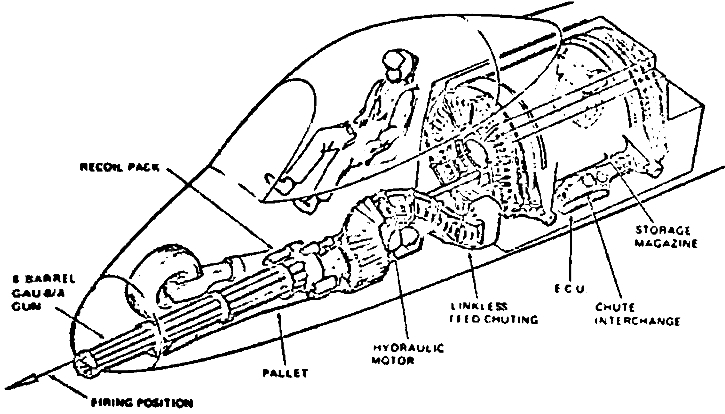
GAU-8-teckning som svagt visar patronspiralen.

### Karusellmagasin
Automatkanonen till svenska stridsfordon 9040 har utöver ett fast underlagrat fackmagasin med fjädermatning även ett så kallat "karusellmagasin" stuvat under detta. Detta håller lösa patroner som tornbesättningen använder för att ladda det matande magasinet under pjäsen.

## Tallriksmatade vapen
- American 180 Rifle(en) – kulsprutepistol
- Degtiarjovkulspruta – kulsprutegevär
- GAU-8 Avenger – gatlingkanon
- Lewiskulspruta – kulsprutegevär